# مقاطعة كارلآيل (كنتاكي)
مقاطعة كارلآيل (بالإنجليزية: Carlisle County)‏ هي إحدى المقاطعات في ولاية كنتاكي في الولايات المتحدة الأمريكية.

## أعلام
- توماس جي. مابري